# Дом Ф. Бордоноса
Дом Ф. Бордоноса или Дом, в котором проживал Л. И. Глебов — памятник истории местного значения в Нежине. Сейчас жилой дом.

## История
Решением исполкома Черниговского областного совета народных депутатов от 31.05.1971 № 286 присвоен статус памятник истории местного значения с охранным № 120 под названием Дом, в котором проживал выдающийся украинский поэт-баснописец, земской деятель Л. И. Глебов. На доме установлена информационная доска.

## Описание
Дом построен в начале 19 века — на углу современных улицы Некрасова и Тупого переулка — рядом с домом Нежинской городской думы (управы). Одноэтажный, деревянный на кирпичном фундаменте, рубленный, оклеенный, оштукатуренный, Г-образный в плане дом, асимметричный фасад, с четырёхскатной крышей. Площадь — 223,8 м². Горизонтальная линия карниза украшена резьбой, окна с наличниками и сандриками.
Дом принадлежал отцу жене Л. И. Глебова священнику Ф. Бордоносу. В этом доме в период 1852—1855 годов жил поэт Леонид Глебов. В этот период он учился в Нежинском юридическом лицее, занимался литературным творчеством, брал участие в студенческих любительских спектаклях. В период 1863—1867 годы также тут жил под присмотром полиции после освобождения его от педагогической работы в Чернигове за связь с демократическими организациями. Последний раз Леонид Глебов в этом доме останавливался в 1881 году, когда приезжал в Нежин на открытие памятника Гоголю.